# Tour d'Omigna
La tour d'Omigna (en corse : torra d'Omigna) est une tour génoise située dans la commune de Cargèse, dans le département français de la Corse-du-Sud.

## Histoire
C'est une tour ronde de douze mètres de haut, à deux niveaux avec terrasse, construite à l'extrémité de la punta d'Omigna durant la seconde moitié du XVIe siècle, afin de protéger des pirates barbaresques les terres cultivables du littoral. Elle faisait partie de la terre dite des Quatre tours et fut construite par les populations de Paomia, Revinda et Salona, réfugiées à Renno.
Autrefois appelée tour de Paomia, la tour d'Omigna a été le 27 avril 1731, le dernier retranchement pour 127 Grecs attaqués par 2 500 Corses révoltés. Après trois jours de siège, ils réussissent à se dégager et à rejoindre leur famille à Ajaccio.

## Protection
La tour d'Omigna est inscrite monument historique par arrêté du 8 mars 1991.